# Route nationale 684
Pour les articles homonymes, voir Route 684.
La route nationale 684, ou RN 684, est une ancienne route nationale française reliant Bellerive-sur-Allier à Aigueperse.

## Historique
Cette route longue de 20 km passait par la mairie de Bellerive-sur-Allier, puis la forêt de Montpensier.
La route nationale no 684 a été formée à partir de trois chemins d'intérêt commun et d'un chemin de grande communication :
- le chemin I.C. 43 dans l’Allier de Bellerive-sur-Allier (N. 9BIS) au G.C. 36 (actuelle route départementale 36) ;
- le chemin I.C. 51 dans le Puy-de-Dôme du G.C. 36 à Effiat ;
- le chemin I.C. 51E d’Effiat au G.C. 23 (actuellement route départementale 223) ;
- le chemin G.C. 23 jusqu’à Aigueperse.

Ces portions sont classées dans le domaine routier national dans les années 1930. À la suite de la réforme de 1972, elle a été déclassée en RD 984 dans les deux départements, avec prise d'effet au 1er janvier 1973,.
Actuellement, la route commence au niveau de l'avenue de la République (N 9BIS puis N 9A puis N 209 puis D 2209) et emprunte les rues suivantes : avenue Jean-Jaurès (sens unique), rue Adrien-Cavy, route d’Aigueperse.

## Tracé
La route nationale 684 passait par :
- Bellerive-sur-Allier
- Serbannes[4]
- Effiat
- Aigueperse

### Intersections
- Bellerive-sur-Allier
  - D 2209 : Autoroute et Gannat
  - D 443 : Rue Gabriel Ramin vers D 1093
- Serbannes :
  - D 117 et D 417
  - D 906 (contournement sud-ouest de Vichy)
- environs de Biozat : D 36 (Biozat) / D 435 (Randan)
- Effiat : D 93 (Montpensier, Saint-Genès-du-Retz)
- Aigueperse :
  - D 2009 (Riom - Clermont-Ferrand, Le Cheix - Châtel-Guyon ; Moulins, Gannat)
  - D 2019 (Aigueperse-Centre)

## Sites remarquables
- Golf de la forêt de Montpensier
- Château d'Effiat
- Aigueperse, cité historique

## Photos de la route

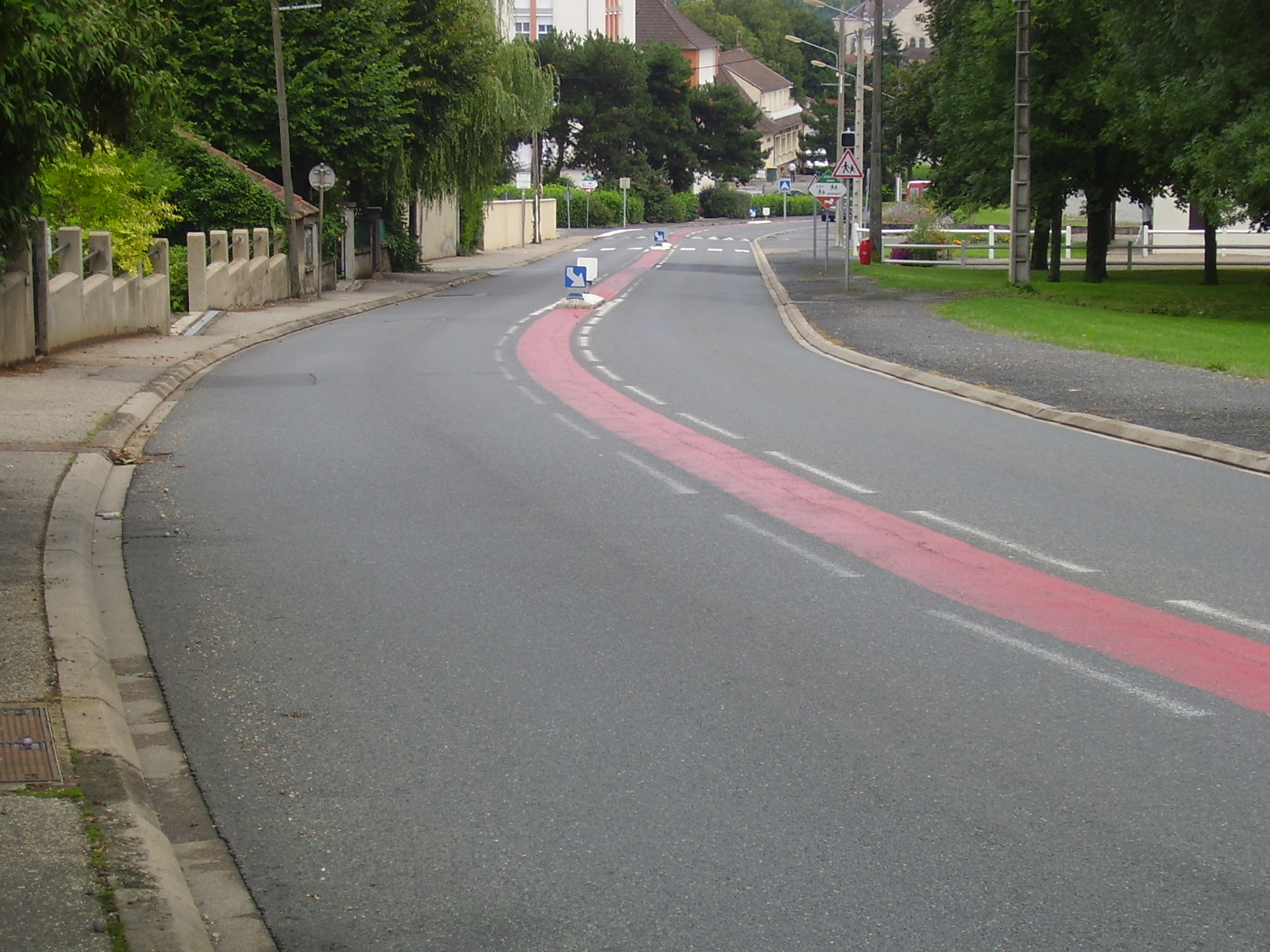
Descente de Bellerive-sur-Allier (2 août 2010)
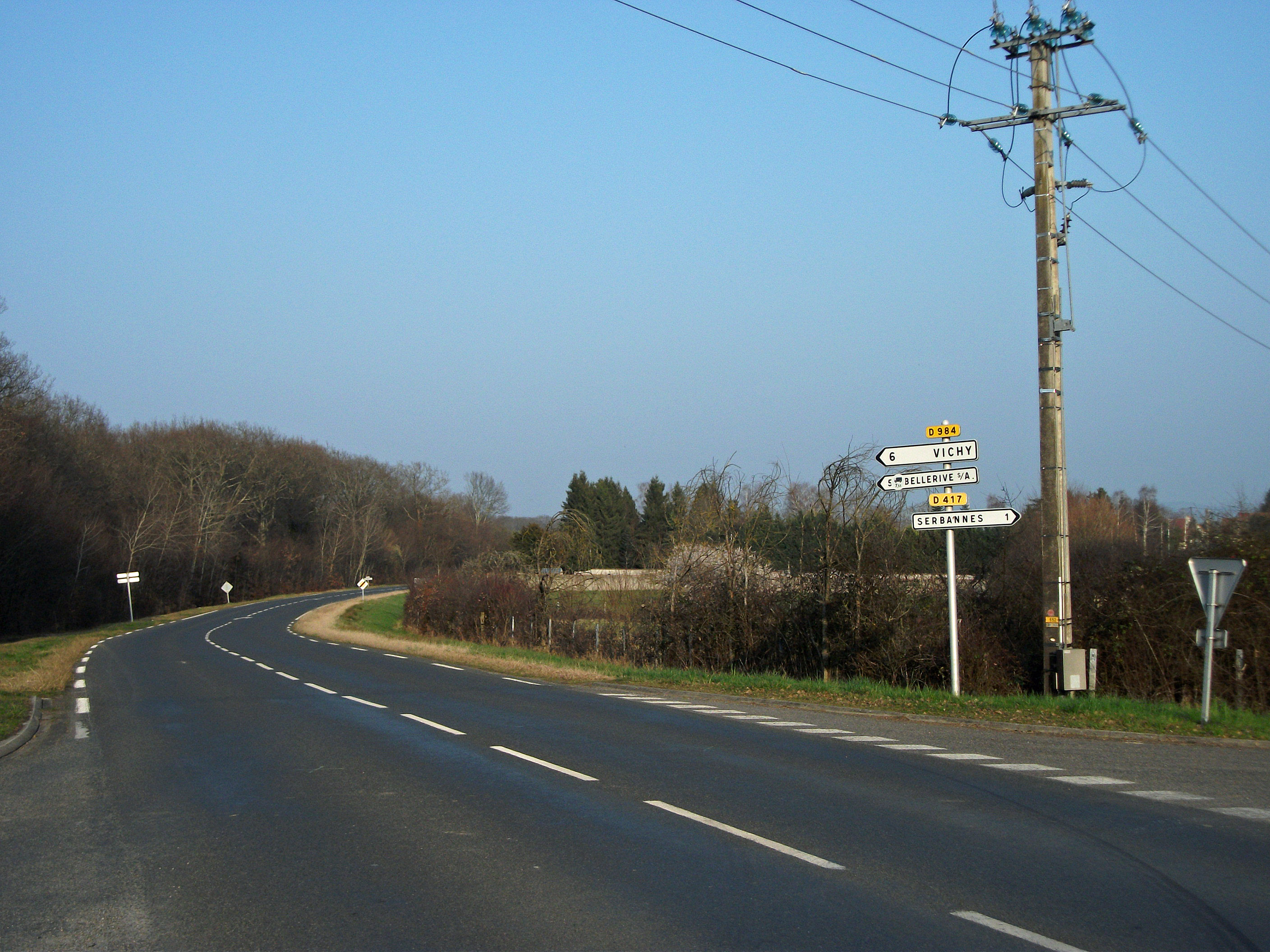
D 984 à Serbannes (12 mars 2014)
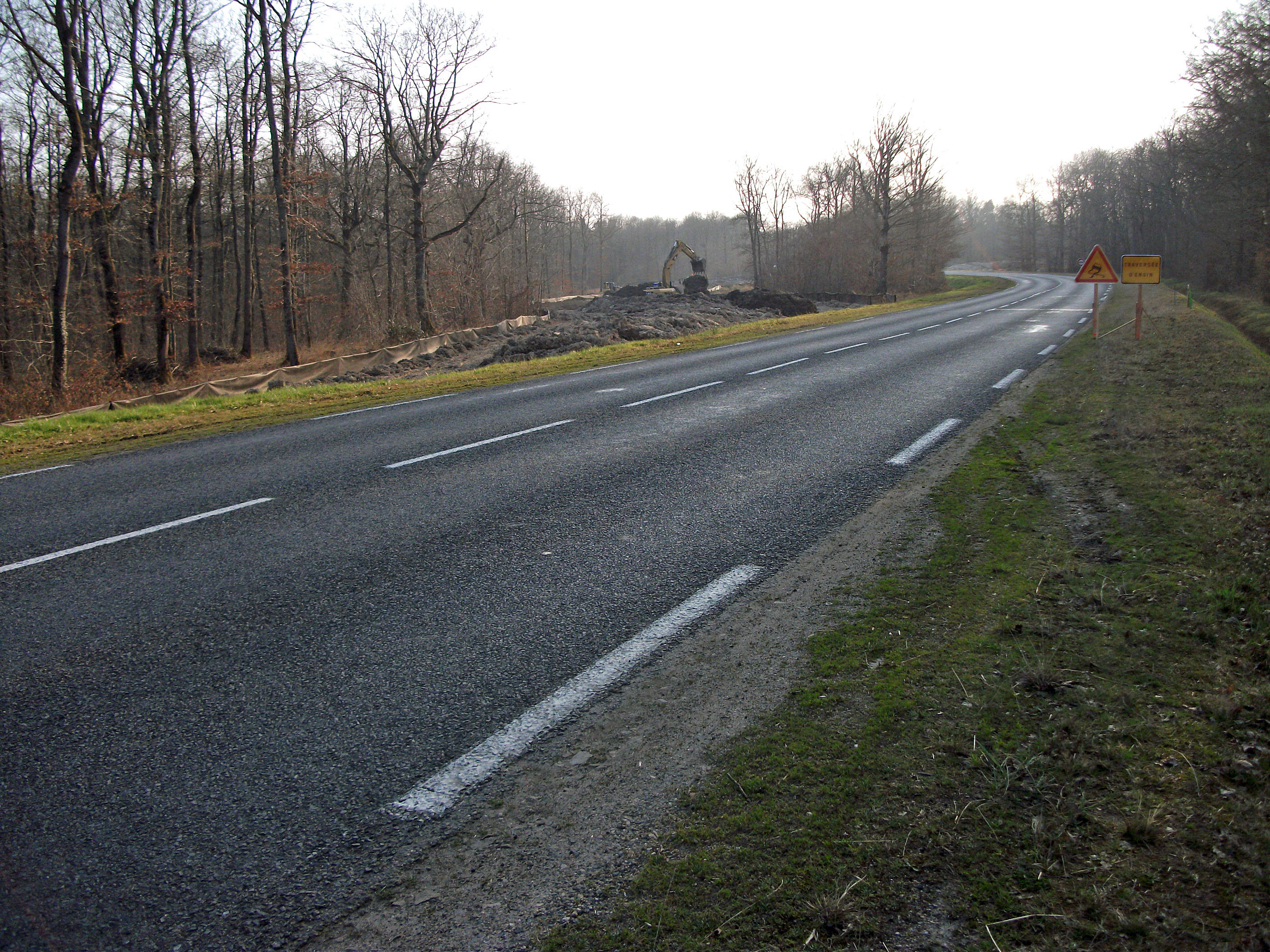
Direction Aigueperse (12 mars 2014)